# نیوتن (بازیکن فوتبال)
نیوتن {{به پرتغالی|Neuton Sérgio Piccoli}}، مدافع اهل برزیل است که در شهر Erechim و در تاریخ ۱۴ مارس ۱۹۹۰ به دنیا آمده‌است.
نیوتن در تیم‌ فوتبال Grêmio سابقهٔ حضور دارد.